# Frontiera între Republica Cehă și Germania

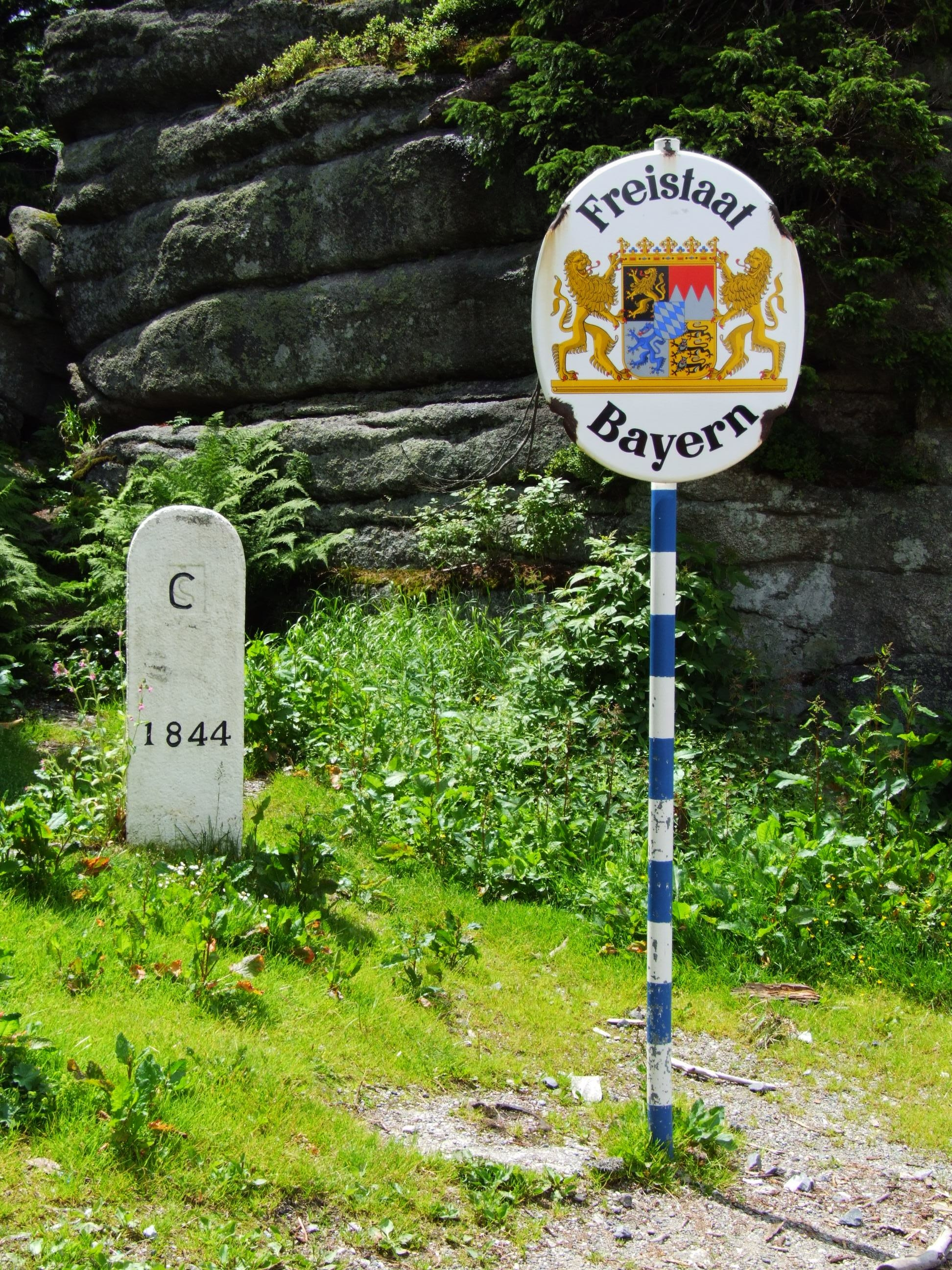
Piatră de hotar de pe muntele Třístoličník/Dreisesselberg

Frontiera între Republica Cehă și Germania este o frontieră internațională care delimitează teritoriile Republicii Cehe și Germaniei. Ea are o lungime de 815 km și se întinde dinspre Austria la sud către Polonia la nord.

## Râuri
Mai multe râuri traversează frontiera sau constituie porțiuni ale acesteia. Printre acestea pot fi menționate:
- Chamb (în cehă Kouba)
- Pfreimd
- Wondreb (în cehă Odrava)
- Ohře (în germană Eger)
- Regnitz
- Weisse Elster (în cehă Bílý Halštrov)
- Natzschung (în cehă Načetinský potok)
- Floha (în cehă Flájský potok)
- Wilde Weißeritz (în cehă Divoká Bystřice)
- Müglitz (în cehă Mohelnice)
- Biela
- Elba (în cehă Labe)
- Spree (în cehă Spréva)
- Mandau (în cehă Mandava)
- Lausitzer Neiße (în cehă Lužická Nisa)

## Istoric
Această frontieră a reprezentat până în 1918 vechea graniță între Imperiul German și Imperiul Austriac.
În perioada 1945-1990 o parte a acestei frontiere a făcut parte din Cortina de Fier și a fost demarcată cu garduri înalte și strict păzită.
Republica Cehă a aderat la spațiul Schengen în 2007. Acest lucru a însemnat că s-au eliminat verificările pașapoartelor de-a lungul frontierei în decembrie 2007. Limitările impuse cehilor care doreau să muncească în Germania au expirat în aprilie 2011.